# Champigneulles
Champigneulles is een gemeente in het Franse departement Meurthe-et-Moselle in de regio Grand Est. De plaats maakt deel uit van het arrondissement Nancy. De gemeente telde 6.588 inwoners op 1 januari 2022.

## Geografie
De oppervlakte van Champigneulles bedroeg op 1 januari 2022 23,99 vierkante kilometer; de bevolkingsdichtheid was toen 274,6 inwoners per km².
In de gemeente ligt het bosgebied Forêt de Haye, dat meer dan 10.000 ha beslaat over verschillende gemeenten.

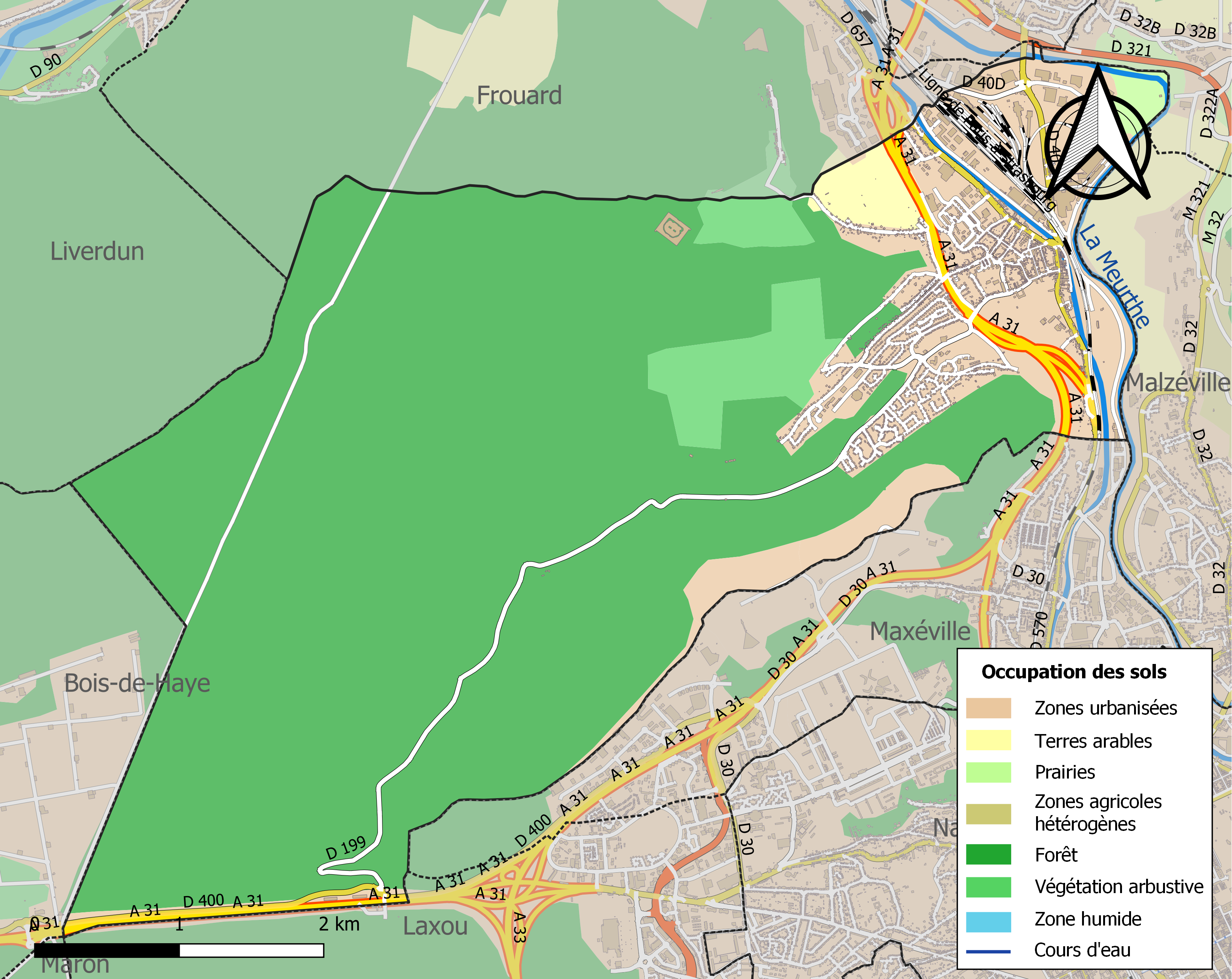
Kaart van de gemeente met de belangrijkste infrastructuur, bodemgebruik en omliggende gemeenten

## Demografie
Onderstaande figuur toont het verloop van het inwonertal (bron: INSEE-tellingen).

## Verkeer en vervoer
In de gemeente ligt spoorwegstation Champigneulles. 
De autosnelweg A31 loopt door de gemeente.